# Gosport
Gosport – miasto w Wielkiej Brytanii, w Anglii, w regionie South East England, w hrabstwie Hampshire, w dystrykcie Gosport. Leży 2,9 km od miasta Portsmouth, 32,6 km od miasta Winchester i 108 km od Londynu. W 2011 roku miasto liczyło 76 415 mieszkańców. W 2011 roku dystrykt to na powierzchni 25,29 km² zamieszkiwało 82 622 osób. 
W mieście rozwinął się przemysł stoczniowy, elektroniczny, papierniczy oraz chemiczny.

## Współpraca
- Royan, Francja